# Smilax aspera

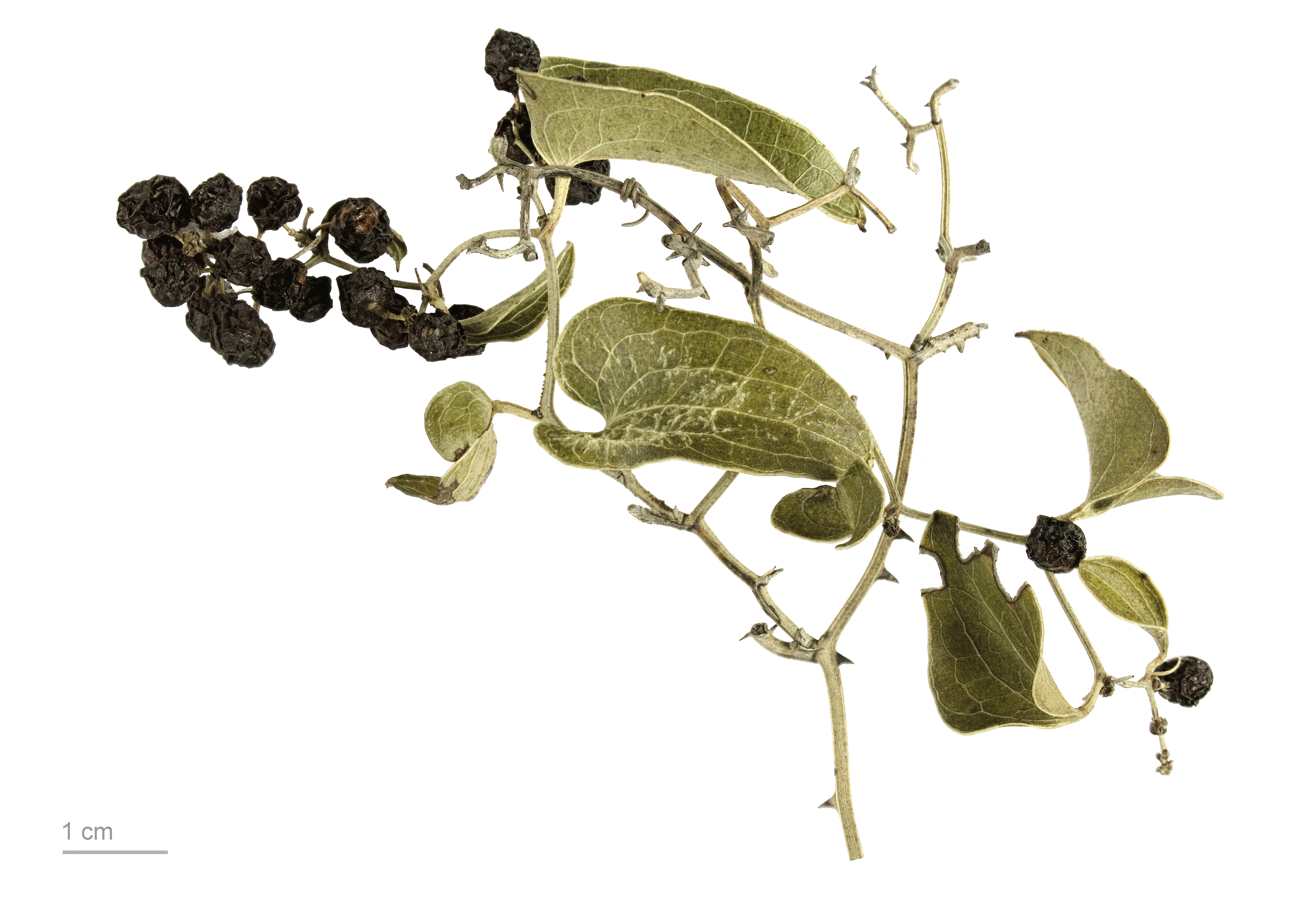
Smilax aspera

Smilax aspera (comúnmente llamada zarzaparrilla o zarza morisca, entre otros nombres) es un arbusto de la familia de las esmilacáceas (antiguamente se lo ubicaba en una definición amplia de las liliáceas). Es originaria de Asia, África y Europa

## Descripción
Es un arbusto con los tallos delgados, volubles, de uno a dos metros de largo y espinosas, hojas pecioladas, alternas, ásperas, con muchos nervios, acorazonadas, y persistentes, las flores de color amarillo-crema en racimos axilares, los frutos en forma de bayas globulares rojas como el guisante y raíces fibrosas y casi cilíndricas utilizadas en medicinas o medicamentos sudoríficos y depurativos. Es común en el continente americano y en España.
El fruto contiene de una a tres semillas. En la base del pecíolo de cada hoja, hay dos zarcillos. El fruto no se utiliza, lo que se utiliza es su raíz y hoja.
No debe confundirse con la parecida nueza negra (Tamus communis), cuyos frutos son venenosos: Se enrosca en el sentido de las agujas del reloj, su fruto contiene seis semillas, y no tiene zarcillos. Tampoco debe confundirse con el candil (Arisarum simorrhinum), ya que sus hojas tienen una forma parecida.

## Distribución y hábitat
Su origen es de África, Asia y Europa.
Se localiza siempre en las tierras bajas en muchos tipos de bosques, orlas de bosque, matorrales y zarzales.

## Usos
A partir de la raíz de esta planta se prepara una cerveza del mismo nombre que la planta, también llamada cerveza de raíz.

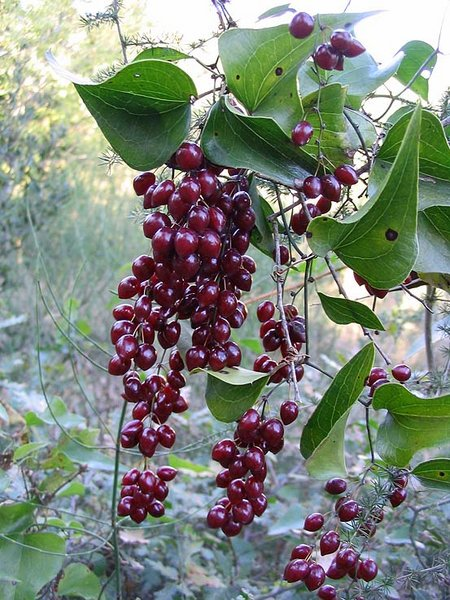
Zarzaparrilla.

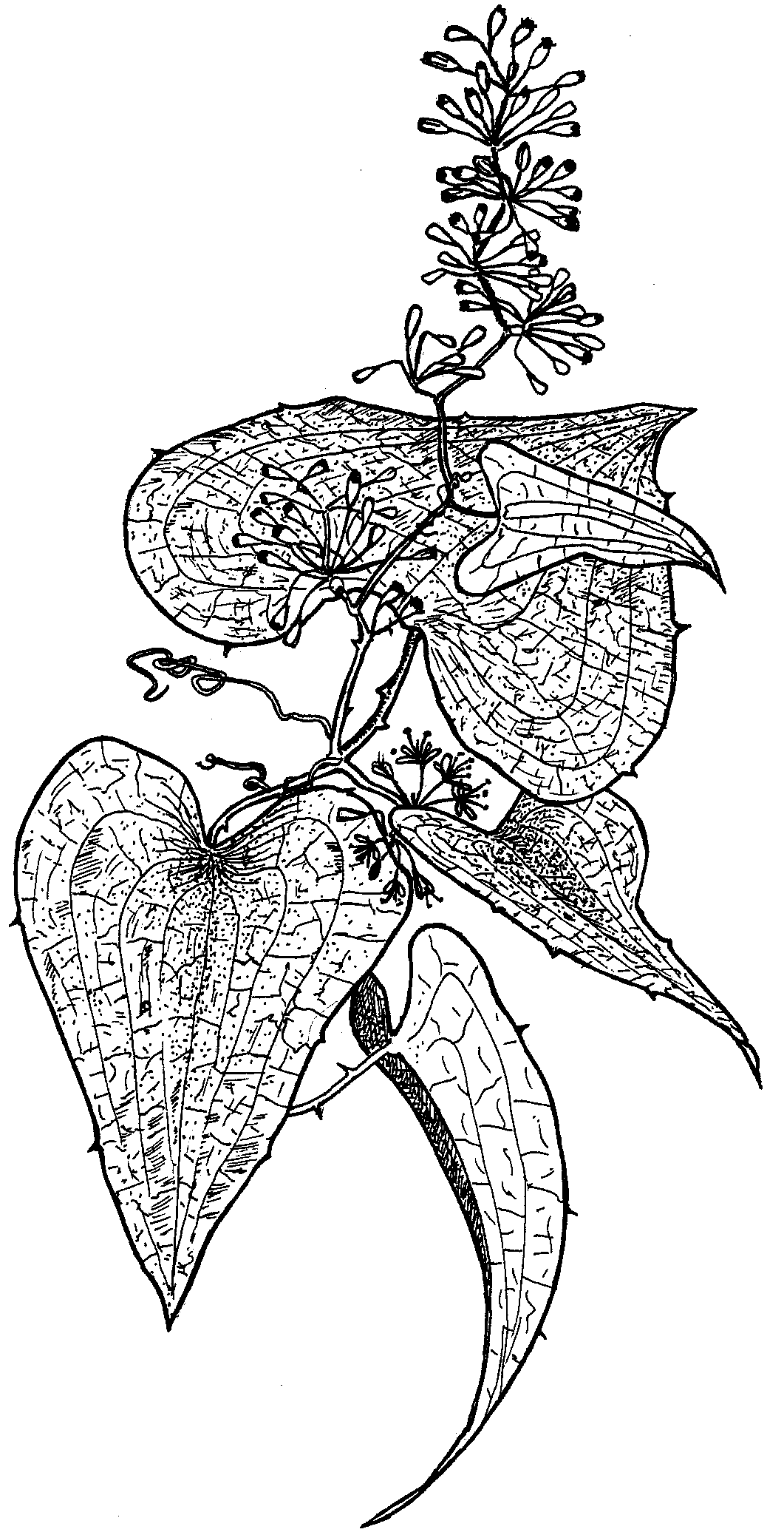
Ilustración técnica de la zarzaparrilla.

## Propiedades
En Medicina tradicional, a esta planta se le reconocía la virtud de "rebajar la sangre viciosa". El cocimiento de sus hojas o raíces se emplea para tratar dolencias del aparato circulatorio como tensión alta y problemas de circulación. Es depurativa de la sangre, por lo que es un buen diaforético (induce sudoración) y diurético (elimina líquidos). Además, preparando un cataplasma o decocción de sus hojas, se tratan diversas enfermedades de la piel (dermatitis, eccema, psoriasis, alergias, úlceras gangrenosas) y, así mismo, alivia el reumatismo y la gota. También en los casos de anorexia, puesto que estimula el apetito. Ayuda a la digestión.
La planta también se utiliza como tónico y por sus propiedades afrodisíacas en México y en la Amazonía para aumentar la erección y el tratamiento de los trastornos de la menopausia. Se utiliza en el tratamiento de las enfermedades respiratorias y la sífilis. Incluso se ha llegado a realizar una investigación en Australia que destaca su contenido en furostanol, sustancia que posiblemente tiene una poderosa actividad antiproliferativa contra las células cancerosas.

## Taxonomía
Smilax aspera fue descrito por Carolus Linnaeus y publicado en Species Plantarum 2: 1028–1029. 1753.
Etimología
Smilax: nombre genérico que recibe su nombre del mito griego de Crocus y la ninfa Smilax. Aunque este mito tiene numerosas formas, siempre gira en torno al amor frustrado y trágico de un hombre mortal que es convertido en una flor, y una ninfa del bosque que se transforma en una parra.
aspera: epíteto latíno que significa "rugosa".
Sinónimos
- Smilax tetragona L.f., Suppl. Pl.: 427 (1782).
- Smilax mauritanica Poir., Voy. Barbarie 2: 263 (1789).
- Smilax rigida Sol. ex Sm. in A.Russell, Nat. Hist. Aleppo, ed. 2, 2: 271 (1794).
- Smilax mauritanica Desf., Fl. Atlant. 2: 367 (1799), nom. illeg.
- Smilax excelsa Duhamel, Traité Arbr. Arbust., nouv. ed., 1: 236 (1803), nom. inval.
- Smilax catalonica Poir. in J.B.A.M.de Lamarck, Encycl. 6: 467 (1805).
- Smilax nigra Willd., Sp. Pl. 4: 773 (1806).
- Smilax variabilis Pers., Syn. Pl. 2: 618 (1807).
- Smilax capitata Buch.-Ham. ex D.Don, Prodr. Fl. Nepal.: 49 (1825), pro syn.
- Smilax maculata Roxb. ex D.Don, Prodr. Fl. Nepal.: 49 (1825).
- Smilax sagittata Desv. in W.Hamilton, Prodr. Pl. Ind. Occid.: 58 (1825).
- Smilax sagittifolia Lodd., Bot. Cab. 18: t. 1799 (1832).
- Smilax pendulina Lowe, Trans. Cambridge Philos. Soc. 4(2): 12 (1833).
- Smilax mauritanica var. vespertilionis Boiss., Voy. Bot. Espagne: 609 (1842).
- Smilax mauritanica Webb & Berthel., Hist. Nat. Iles Canaries 2(3): 322 (1846), nom. illeg.
- Smilax picta K.Koch, Dendrologie 2(2): 337 (1873).
- Smilax nilagirensis Steud. ex A.DC. in A.L.P.P.de Candolle & A.C.P.de Candolle, Monogr. Phan. 1: 167 (1878), pro syn.
- Smilax balearica (Willk. ex A.DC.) Burnat & Barbey, Not. Voy. Bot. Balear.: 12 (1882).
- Smilax longipes Gand., Contr. Fl. Terr. Slav. Merid. 1: 28 (1883).
- Smilax saxicola Gand., Contr. Fl. Terr. Slav. Merid. 1: 28 (1883).
- Smilax mauritanica subsp. vespertilionis (Boiss.) K.Richt., Pl. Eur. 1: 234 (1890).
- Smilax goetzeana Engl., Bot. Jahrb. Syst. 30: 275 (1901).
- Smilax willkommii Gand., Bull. Soc. Bot. France 47: 124 (1901).
- Smilax brevipes Jord. in C.T.A.Jordan & J.P.Fourreau, Icon. Fl. Eur. 3: 42 (1903), nom. illeg.
- Smilax conferta Jord. in C.T.A.Jordan & J.P.Fourreau, Icon. Fl. Eur. 3: 43 (1903).
- Smilax inermis Jord. in C.T.A.Jordan & J.P.Fourreau, Icon. Fl. Eur. 3: 43 (1903), nom. illeg.
- Smilax intricatissima Jord. in C.T.A.Jordan & J.P.Fourreau, Icon. Fl. Eur. 3: 44 (1903).
- Smilax oxycarpa Jord. in C.T.A.Jordan & J.P.Fourreau, Icon. Fl. Eur. 3: 43 (1903).
- Smilax peduncularis Jord. in C.T.A.Jordan & J.P.Fourreau, Icon. Fl. Eur. 3: 42 (1903), nom. illeg.
- Smilax platyphylla Jord. in C.T.A.Jordan & J.P.Fourreau, Icon. Fl. Eur. 3: 43 (1903).
- Smilax rettiana Willis ex Livera, Ann. Roy. Bot. Gard. (Peradeniya) 11: 103 (1928).

## Nombres comunes
- alegra-campo, bigorda, cerrajuda, salparrilla, salsa parrilla, salsaparrilla, sarza de España, uva de perro, mermasangre, yedra, zaparrilla, zarzamorisca, zarza morisca, zarzaparilla de España, zarzaparilla del país, zarzaparrilla, zarzaparrilla blanca, zarzaparrilla común, zarzaparrilla falsa, zarzaparrilla montaraz, zarzaparrilla morisca.[7]